# Air Wales

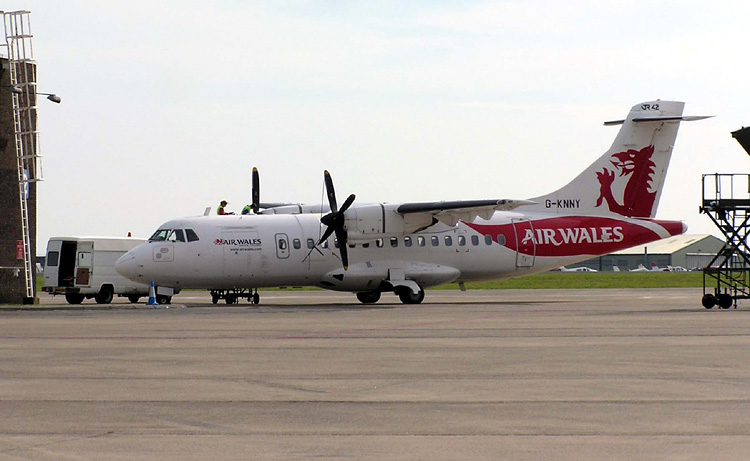
ATR 42 vliegtuig van Air Wales

Air Wales (Welsh: Awyr Cymru) was een luchtvaartmaatschappij met als thuishaven Cardiff in Wales. Zij leverde reguliere regionale diensten in het Verenigd Koninkrijk en de Ierland

## Geschiedenis
Met hulp van de Swansea eigendomfinancieerder Roy Thomas werd Air Wales in januari 1997 opgezet en begon in 2000 met het leveren van diensten. In eerste instantie was de thuishaven Pembrey Airport in West Wales, waar twee vliegtuigen gestationeerd waren.
Haar naam stamt af van een vroegere luchtvaartmaatschappij die in de jaren 70 opgezogen werd in Air UK. In 2004 begon Air Wales diensten te leveren vanaf Cardiff in plaats van Swansea.
In januari 2006 bestond de vloot van Air Wales uit vijf ATR 42-300 toestellen.
Op 23 april 2006 werden alle diensten gestaakt.